# Chuprene (huyện)
Chuprene là một huyện thuộc tỉnh Vidin, Bungaria. Dân số thời điểm năm 2001 là 3004 người.